# Liste der Bischöfe von Jaca
Die folgenden Personen waren Bischöfe von Jaca (Spanien):
- García Ramírez (1076–1086)
- Pedro I. (1087–1097)
- Pedro II. (1097–1099)
- Von 1099 bis 1572 war das Bistum Jaca mit dem Bistum Huesca vereint. Für die Bischöfe, siehe Liste der Bischöfe von Huesca.
- Pedro del Frago Garcés (1572–1577) (dann Bischof von Huesca)
- Gaspar Juan de la Figuera (1578–1583) (dann Bischof von Albarracín)
- Pedro de Aragón (1584–1592) (dann Bischof von Lérida)
- Diego Monreal (1592–1594) (dann Bischof von Huesca)
- Malaquías Asso OCist (1594–1606)
- Sancho Dávila Toledo (1600–1615) (dann Bischof von Sigüenza)
- Tomás Cortés de Sangüesa (1607–1614) (dann Bischof von Teruel)
- Diego Ordóñez OFM (1614–1615) (dann Bischof von Salamanca)
- Pedro Fernández Zorrilla (1615–1616) (dann Bischof von Mondoñedo)
- Felipe Guimerá OdeM (1616–1617)
- Luis Díaz Aux de Armendáriz OCist (1617–1622) (dann Bischof von Urgell)
- Juan Estelrich (1622–1626)
- José Palafox Palafox (1627–1628)
- Alvaro Mendoza OFM (1628–1631)
- Vicente Domec (1631–1635) (dann Bischof von Albarracin)
- Mauro de Villarroel OSB (1635–1646)
- Juan Domingo Briz Trujillo (1647–1648)
- Jerónimo de Ipenza (1649–1652)
- Bartolomé de Fontcalda (1653–1671)
- Andrés Aznar (1671–1674)
- José de Santolaria (1673–1674)
- Bernardo Mateo Sánchez del Castellar (1677–1683)
- Miguel de Frías Espinei (1683–1704)
- Mateo Foncillas Mozárabe (1705–1717)
- Francisco Polanco (1717–1720)
- Miguel Estela OM (1721–1727)
- Antonio Alejandro Sarmiento Sotomayor OSB (1728–1728) (dann Bischof von Mondoñedo)
- Pedro Espinosa de los Monteros OFM (1728–1733)
- Ramón Nogués (1734–1738)
- Juan Domingo Manzano Carvajal (1739–1750)
- Esteban Villanova Colomer (1751–1755) (dann Bischof von Tarazona)
- Pascual López Estaún (1755–1776) (dann Bischof von Huesca)
- Andrés Pérez Bermúdez OFM (1777–1779)
- Julián Gascueña Herráiz OFM (1780–1784) (dann Bischof von Ávila)
- José López Gil OCarm (1785–1802)
- Lorenzo Algüero Ribera OSM (1802–1814) (dann Bischof von Segorbe)
- Cristóbal Pérez Viala (1815–1822)
- Leonardo Santander Villavicencio (1824–1828) (dann Bischof von Astorga)
- Pedro Rodriguez Miranda OdeM (1829–1831)
- Manuel María Gómez de las Rivas (1831–1847) (dann Erzbischof von Saragossa)
- Miguel García Cuesta (1848–1851) (dann Erzbischof von Santiago de Compostela)
- Juan José Biec Belio (1852–1856)
- Pedro Lucas Asensio Poves (1857–1870)
- Ramón Fernández y Lafita (1874–1890)
- José López Mendoza y García OSA (1891–1899) (dann Bischof von Pamplona)
- Francisco Javier Valdés y Noriega OSA (1899–1904) (dann Bischof von Salamanca)
- Antolín López y Peláez (1904–1913) (dann Erzbischof von Tarragona)
- Manuel de Castro y Alonso (1913–1920) (dann Bischof von Segovia)
- Francisco Frutos Valiente (1920–1925) (dann Bischof von Salamanca)
- Juan Villar y Sanz (1926–1943) (dann Bischof von Lleida)
- José María Bueno y Monreal (1945–1950) (dann Bischof von Vitoria)
- Angel Hidalgo Ibáñez (1950–1978)
- Juan Ángel Belda Dardiñá (1978–1983) (dann Bischof von León)
- Rosendo Alvarez Gastón (1984–1989) (dann Bischof von Almería)
- Jose Maria Conget Arizaleta (1990–2001)
- Jesús Sanz Montes OFM (2003–2009) (dann Erzbischof von Oviedo)
- Julián Ruiz Martorell (2010–2023)
- Pedro Aguado Cuesta SP (seit 2025)